# Gällsjön (Toarps socken, Västergötland)
Gällsjön är en sjö i Borås kommun i Västergötland och ingår i Viskans huvudavrinningsområde.